# کرانیگانج
کرانیگانج (به لاتین: Keraniganj) یک منطقهٔ مسکونی در بنگلادش است که در ناحیه داکا واقع شده‌است. کرانیگانج ۱۵۰ کیلومتر مربع مساحت و ۸۳۰٬۱۷۴ نفر جمعیت دارد.